# Rudi Falkenhagen

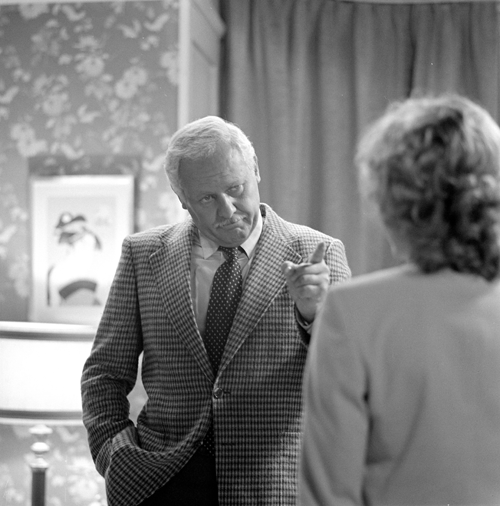
Rudi Falkenhagen als Dries Rustenburg in De fabriek

Rudolf Johan Falkenhagen (* 26. Mai 1933 in Diemen; † 26. Januar 2005 in Breukelen) war ein niederländischer Schauspieler.

## Leben
Er debütierte im Jahr 1955 und wurde durch seine Fernsehauftritte bekannt. In den Zeichentrickserien Darkwing Duck und Ducktales war Falkenhagen in der Rolle des Bruchpiloten Quack zu hören.
In der Serie Auf Achse spielte er 1986 in vier Folgen den Spediteur Freddy Lammers.

## Filmografie
- 1958: Pipo de Clown
- 1965: Ik kom wat later naar Madra
- 1966: Tim Tatoe
- 1973: De blinde fotograaf
- 1975: De Verlossing
- 1978: Dagboek van een Herdershond (Fernsehserie, bis 1980)
- 1980: Dossier Verhulst
- 1980: Spetters
- 1981: De Fabriek
- 1983: De Zwarte ruiter
- 1984: Ciske de Rat
- 1986: Auf Achse (deutsche Fernsehserie)
- 1992: Taxfree
- 1996: Die Wache (Fernsehserie, 2 Folgen)
- 1998: Die polnische Braut (De Poolse bruid)
- 2003: Pipo en de p-p-parelridder